# ريتشارد كورنت
ريتشارد كورنت (بالألمانية: Richard Courant )‏ (و. 1888 – 1972 م) هو رياضياتي، وأستاذ جامعي من ألمانيا، والولايات المتحدة، كان عضوًا في الحزب الديمقراطي الاجتماعي الألماني، وكان عضوًا في أكاديمية لينسيان، والأكاديمية الروسية للعلوم، توفي في نيويورك، عن عمر يناهز 84 عاماً.

## التعليم
تعلم في جامعة غوتينغن.

## جوائز
حصل على جوائز منها:
- نيشان صليب قائد فرسان من رتبة استحقاق جمهورية ألمانيا الاتحادية
- زمالة الجمعية الأمريكية الفيزيائية.

## روابط خارجية
- ريتشارد كورنت على موقع الموسوعة البريطانية (الإنجليزية)